# Fackenburger Landgraben
Der Fackenburger Landgraben ist ein ca. 4 km langer Bachlauf, der die Großgemeinde Stockelsdorf und die Hansestadt Lübeck trennt. Er ist Teil des Lübecker Landgrabens als Bestandteil der mittelalterlichen Lübecker Landwehr. Der Fackenburger Landgraben ist sowohl auf Stockelsdorfer als auch auf Lübecker Gebiet ein anerkannter Naturerlebnisraum.

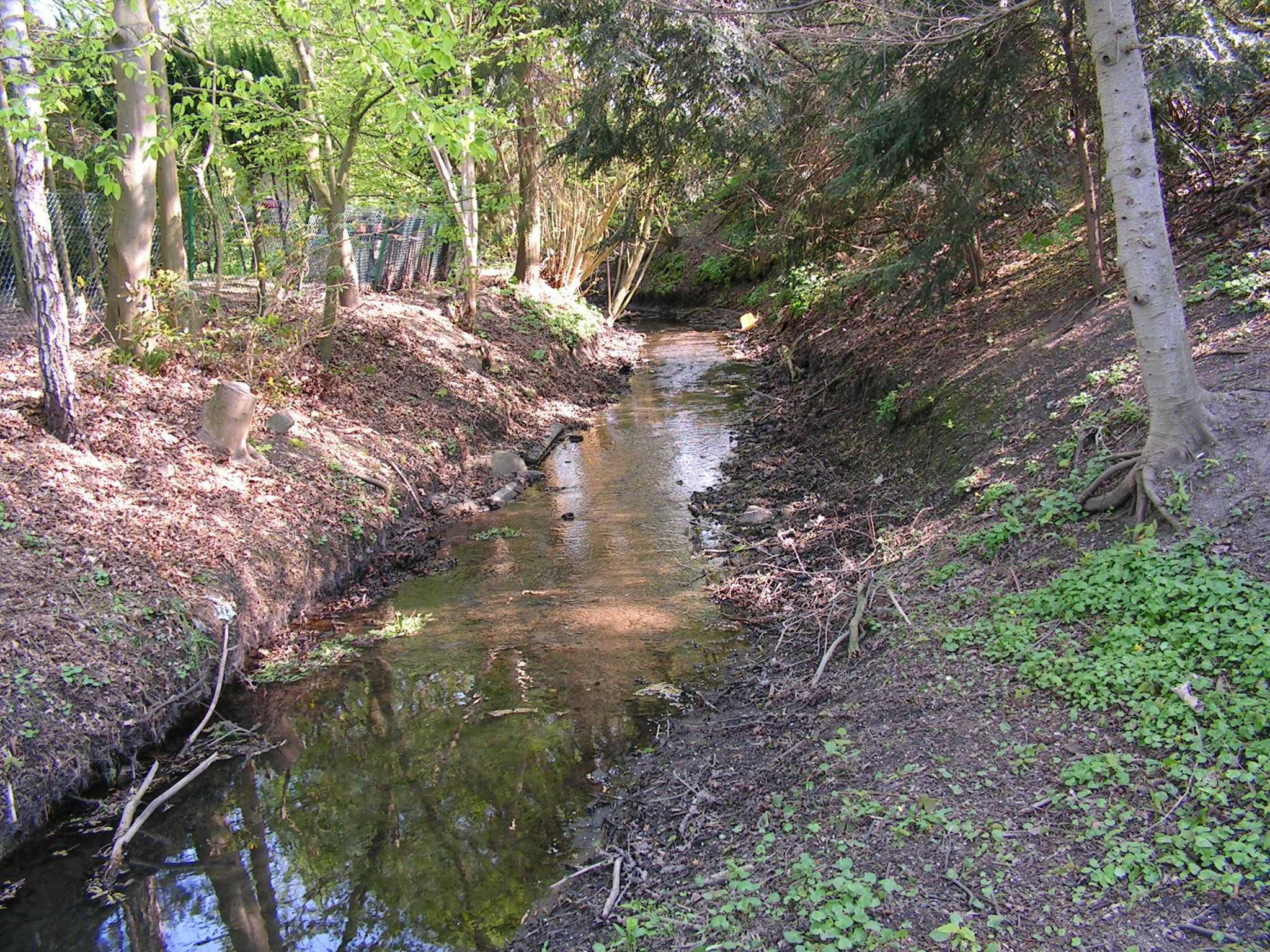
Fackenburger Landgraben in Höhe der Straße Jebsenring (Stockelsdorf)

Von den zum Lübecker Stadtteil St. Lorenz zählenden Bezirken Groß-Steinrade und der Siedlung Dornbreite fließt der Landgraben durch Krempelsdorf, wo die Bundesstraße 206 zwischen der „Schlosserei Hinrichsen“ und dem Hotel „Lübecker Hof“ unterquert wird. Von dort verläuft neben dem Landgraben ein Rad- und Wanderweg auf Lübecker Gebiet.
Östlich des Bachverlaufs liegt der ca. 53 ha große Vorwerker Friedhof auf dem Stadtgebiet Lübecks. Vorbei an der Gerhart-Hauptmann-Grundschule und dem Betriebshof des Stadtverkehrs Lübeck verlässt der Landgraben die Gemeinde Stockelsdorf, um anschließend die Städte Bad Schwartau und Lübeck zu begrenzen.
Nach einer Unterquerung der Bundesautobahn 1 zwischen den Anschlussstellen Lübeck-Zentrum und Bad Schwartau mündet der Landgraben im Tremser Teich, der über den weiteren Wasserlauf des Mühlenbachs in den Altarm der Trave bei der Teerhofinsel entwässert.